# Tabanus cohaerens
Tabanus cohaerens är en tvåvingeart som beskrevs av Walker 1865. Tabanus cohaerens ingår i släktet Tabanus och familjen bromsar. Inga underarter finns listade i Catalogue of Life.